# Progress Rocket Space Centre
O Progress State Research and Production Rocket Space Center (também conhecido como TsSKB-Progress) é uma "Unidade Empresarial Estatal Federal" Russa sob a jurisdição da Roscosmos, a agência espacial Russa.
Em 12 de Abril de 1996, duas organizações aeroespaciais russas, o Central Specialized Design Bureau (TsSKB) e a Samara Progress plant, foram fundidas para formar a TsSKB-Progress.
O principal centro e produção da empresa, está localizado em Samara. Ele inclui um centro de projetos, uma grande fábrica e componentes do R-7, chamada Progress.
Essa unidade fabril é responsável pelo desenvolvimento dos foguetes Soyuz, usados até hoje para lançamentos de espaçonaves tripuladas e não tripuladas ao espaço. Cerca de 25.000 pessoas trabalham nessa fábrica, produzindo foguetes, satélites e vários outros itens.